# ان‌جی‌سی ۲۲۹۴
ان‌جی‌سی ۲۲۹۴ یک کهکشان‌ است.